# .kr
.kr je internetová národní doména nejvyššího řádu pro Jižní Koreu (podle ISO 3166-2:KR).
Registrovat doménu mohou pouze osoby (fyzické i právnické) s adresou v Koreji. U fyzických osob je počet domén omezen na jednu.

## Domény druhé úrovně
V .kr jsou povoleny jen domény 3. řádu: .co, .ac, .or, .go, .pe, a .re.